# دهه ۴۰ (میلادی)
دهه ۴۰ (میلادی) دهه  ۴۰ ام تقویم میلادی است.

## مناسبت‌ها
رویداد ها 
```
(باز پس گیری فرانسه توسط متفقین در طی عملیات نرماندی سال:۱۹۴۴)
```

( باز پس گیری سرزمین های اشغال شده توسط ژاپن در  جنوب و مرکز چین و برمه سال های ۱۹۴۴ تا ۱۹۴۵)
```
(شکست نیروی دریایی امپراتوری ژاپن از متفقین و تصرف جزایر راهبردی غرب اقیانوس آرام توسط متفقین سال:۱۹۴۴ تا ۱۹۴۵)
```

(شکست آلمان نازی از متفقین غربی و خودکشی آدولف هیتلر پیشوای المان و اشغال آلمان توسط دشمنانش سال: ۲۲ مارس تا ۸ مه ۱۹۴۵)، (بمباران اتمی شهر های هیروشیما و ناگاساکی توسط آمریکا به دلیل عدم پذیرش شرایط تسلیم توسط ژاپن  سال: ۶و۹ اوت ۱۹۴۵)، (تسلیم شدن ژاپن و پیروزی نهایی متفقین در اسیا سال: ۱۵ اوت ۱۹۴۵)

(به دلیل شکست  آلمان نازی در ۸ مه ۱۹۴۵ از ۸ مه به عنوان روز پیروزی در اروپا یاد میشود و در سرتاسر اروپای غربی در این روز جشن بر پا میشود)‎